# Аттингер, Петер
Пе́тер А́ттингер младший (нем. Peter Attinger, Jr.; род. 15 января 1951, Швейцария) — швейцарский кёрлингист и тренер по кёрлингу.
В составе мужской сборной Швейцарии участник четырёх чемпионатов мира (лучший результат — серебряные призёры в 1979 и 1984), двух чемпионатов Европы (оба раза чемпионы — в 1976 и 1984). Четырёхкратный чемпион Швейцарии среди мужчин, двукратный чемпион Швейцарии среди юниоров. В составе мужской сборной ветеранов Швейцарии участник трёх чемпионатов мира (лучший результат — бронзовые призёры в 2005 и 2013).
Один из наиболее титулованных швейцарских кёрлингистов.

## Достижения
- Чемпионат мира по кёрлингу среди мужчин: серебро (1979, 1984), бронза (1974).
- Чемпионат Европы по кёрлингу: золото (1976, 1984).
- Чемпионат мира по кёрлингу среди ветеранов: бронза (2005, 2013).
- Чемпионат Швейцарии по кёрлингу среди мужчин: золото (1972, 1974, 1979, 1984).
- Чемпионат Швейцарии по кёрлингу среди юниоров: золото (1972, 1973).
- Чемпионат Швейцарии по кёрлингу среди ветеранов: золото (2006, 2013), серебро (2017), бронза (2015).

## Команды
| Сезон   | Четвёртый          | Третий               | Второй               | Первый         | Запасной                                                                      | Турниры                      |
| ------- | ------------------ | -------------------- | -------------------- | -------------- | ----------------------------------------------------------------------------- | ---------------------------- |
| 1971—72 | Бернард Аттингер   | Петер Аттингер       | Маттиас Нойеншвандер | Юрг Гейлер     |                                                                               | ЧШЮ 1972                     |
| 1971—72 | Петер Аттингер     | Бернард Аттингер     | Петер Аттингер ст.   | Эрнст Боссхард |                                                                               | ЧШМ 1972 · ЧМ 1972 (5 место) |
| 1972—73 | Петер Аттингер     | Бернард Аттингер     | Маттиас Нойеншвандер | Юрг Гейлер     |                                                                               | ЧШЮ 1973                     |
| 1973—74 | Петер Аттингер     | Бернард Аттингер     | Маттиас Нойеншвандер | Юрг Гейлер     |                                                                               | ЧШМ 1974 · ЧМ 1974           |
| 1976—77 | Петер Аттингер     | Бернард Аттингер     | Маттиас Нойеншвандер | Руди Аттингер  |                                                                               | ЧЕ 1976                      |
| 1978—79 | Петер Аттингер     | Бернард Аттингер     | Маттиас Нойеншвандер | Руди Аттингер  |                                                                               | ЧШМ 1979 · ЧМ 1979           |
| 1983—84 | Петер Аттингер     | Бернард Аттингер     | Вернер Аттингер      | Курт Аттингер  |                                                                               | ЧШМ 1984 · ЧМ 1984           |
| 1984—85 | Петер Аттингер     | Бернард Аттингер     | Вернер Аттингер      | Курт Аттингер  |                                                                               | ЧЕ 1984                      |
| 2004—05 | Петер Аттингер     | Бернард Аттингер     | Маттиас Нойеншвандер | Юрг Гейлер     | Симон Рот                                                                     | ЧМВ 2005                     |
| 2005—06 | Петер Аттингер     | Маттиас Нойеншвандер | Бернард Аттингер     | Tony Knobel    | Fritz Widmer                                                                  | ЧМВ 2006 (5 место)           |
| 2009—10 | Александр Аттингер | Феликс Аттингер      | Simon Attinger       | Marco Klaiber  | Jean-François Mayoraz, Петер Аттингер тренеры: Daniel Klaiber, Петер Аттингер | ЧШМ 2010 (9 место)           |
| 2012—13 | Вернер Аттингер    | Петер Аттингер       | Ronny Müller         | Tony Knobel    | Бернард Аттингер                                                              | ЧМВ 2013                     |

(скипы выделены полужирным шрифтом)

## Частная жизнь
Из семьи кёрлингистов. Его отец, Петер Аттингер старший — чемпион Швейцарии в 1972 году (скип команды, где играл и Петер-младший, впервые став чемпионом Швейцарии). Его братья Бернард, Вернер, Руди и Курт Аттингеры — также кёрлингисты, в команде Петера-младшего становились чемпионами Швейцарии и Европы, призёрами чемпионатов мира. Его сын Феликс Аттингер — скип своей команды, призёр чемпионатов Швейцарии (бронза в 2016 и серебро в 2017); тренером его команды является Петер.